# Crenaeus (Kentaur)

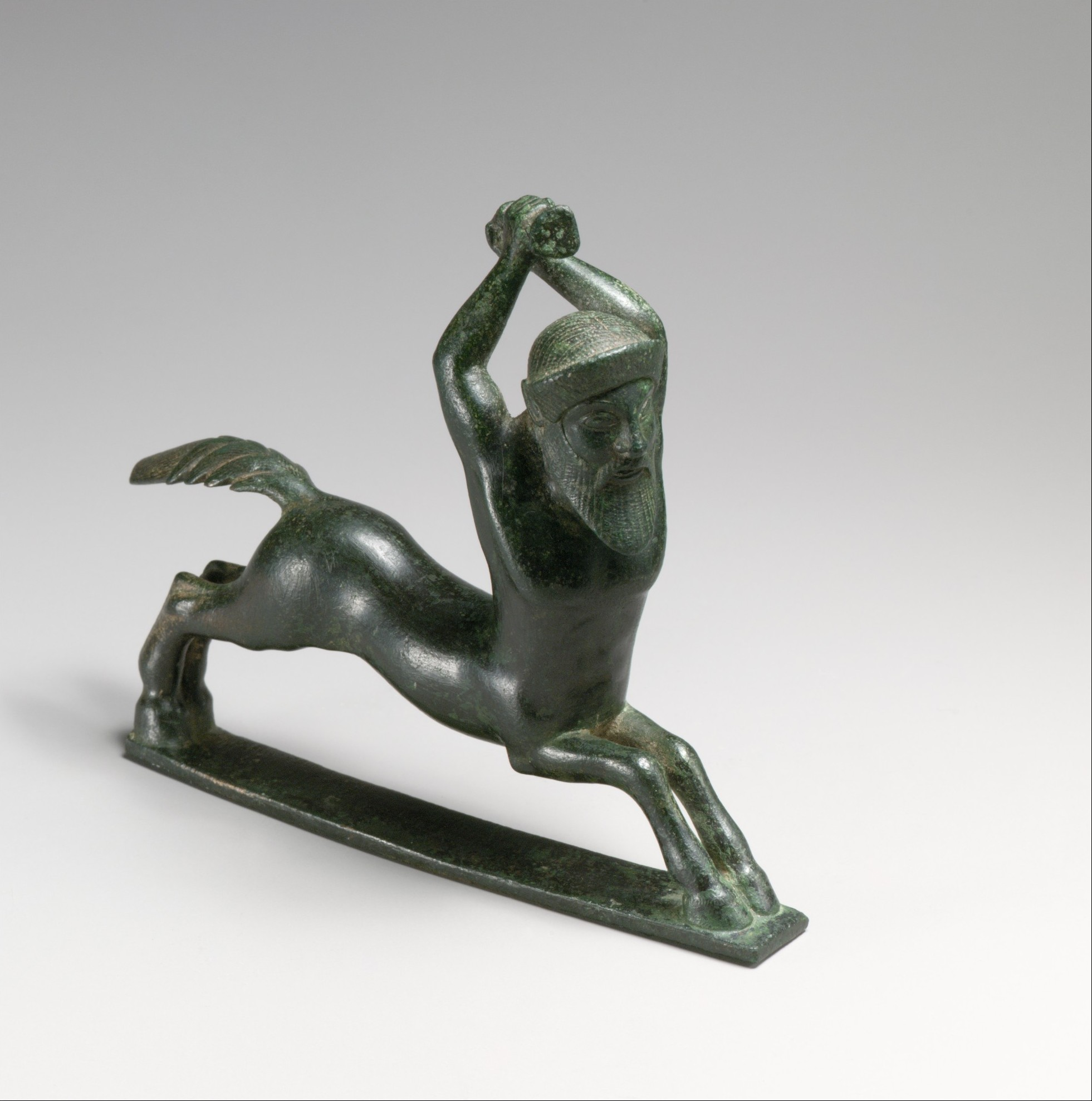
Kentaur, etruskische Bronze, 6. Jh. v. Chr.

Crenaeus ist eine Gestalt der griechischen Mythologie und zwar ein Kentaur, der in der Kentauromachie, die auf der Hochzeit des Peirithoos ausbricht, von dem Lapithen Dryas getötet wird. Einzige Quelle ist Buch 12 der Metamorphosen des Ovid, Vers 312–315. Sein Name ist von Interesse, denn er weist auf die „ursprüngliche Flussnatur der Kentauren“ hin.

## Name
Der Name kommt aus dem Griechischen: Kρηναῖος, Krēnaíos, der zu den Quellen gehört, Bornemann, Brunnenmann, latinisiert und auch deutsch: Crenaéus. Der etymologische Kern ist κρήνη, krḗnē, Quelle. Er passt bildlich zu allem, was mit Wasser in Verbindung steht, so auch zu den wilden Gebirgsbächen und damit zu den Kentauren, die „ursprünglich nichts weiter als Personifikationen wilder, von hohen Waldgebirgen niederströmender Bäche seien, welche in ihrem ungestüm tosenden Laufe entwurzelte Bäume und Felstrümmer mit sich fortreißen und so die angebauten Fluren am Fuße jener Berge verwüsten.“ Dazu passt, dass die Kentauren gewöhnlich mit Bäumen und Felsbrocken kämpfen und aussehen wie Pferde, letztere „von jeher Symbole … der schnellfließenden Ströme und Quellen.“ Crenaeus ist also ein Kentaurenname par excellence, den Ovid aus griechischen Quellen übernommen hat.

## Mythos
Im Kampf gegen die Kentauren gewinnen die Lapithen die Überhand und Crenaeus wendet sich zur Flucht:
„312 Von vorn nicht minder empfingst du (von Dryas), / ob du den Rücken zur Flucht auch wandtest, Crenaeus, die Wunde. / Umsehn wolltest du dich, als zwischen den Augen hineinfuhr, / 315 wo sich die Nase der Stirn anfügt, das verderbliche Eisen.“ Dryas kämpft „mit der Rechten“ („311 dextra“), es bleibt offen, welche Waffe er in der Hand führt.

## Interpretation
Crenaeus wird mit dieser Kampfszene – „eine artistische Variation in der Kampfschilderung“ – aus der Masse der erlegten Kentauren, die oft nur namentlich aufgezählt werden, herausgehoben. Sein Tod schließt Dryas' Tötungsserie ab, nach den Kentauren Eurynomus, Lycidas, Areos und Imbreus findet sie in Crenaeus ihren dramatischen Höhepunkt und Abschluss. Ovid betont dies durch die rhetorische Figur der Apostrophe, er spricht ihn direkt an – „tu …. Crenaee, du … o Crenaeus“ – und drückt damit zugleich sein Bedauern für den missglückten Fluchtversuch aus.

## Quelle
- Ovid: Metamorphosen, Buch 12, Vers 312–315; lateinisch, Edition Hugo Magnus, perseus.tufts.edu; deutsch, Edition Suchier, books.google.de, gottwein.de.